# AmfAR
L'amfAR (en anglais : American Foundation for AIDS Research) est l'une des plus importantes fondations américaines et mondiales pour le financement de la prévention et de la recherche médicale contre le sida. Fondée en 1985 par l'actrice Elizabeth Taylor, avec pour présidents-fondateurs les chercheurs Mathilde Krim et Michael Gottlieb, elle soutient et finance plus de 2 000 équipes de recherche dans le monde, avec plus de 360 millions de dollars d'aide versés depuis ses débuts.

## Historique

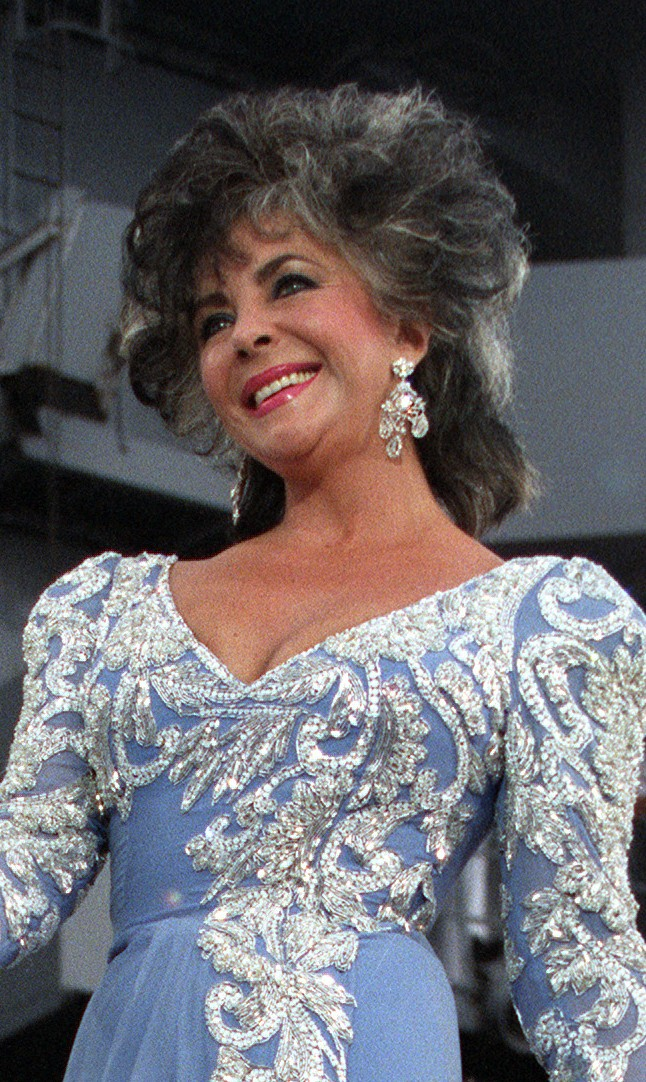
Elizabeth Taylor, présidente fondatrice de l'amfAR.

Au début des années 1980, des chercheurs (dont le docteur Mathilde Krim, chercheuse du Memorial Sloan-Kettering Cancer Center de New York), forment un groupe d'étude informel pour étudier la nouvelle maladie baptisée plus tard sida (syndrome d'immunodéficience acquise). 
En 1983, les docteurs / chercheurs Mathilde Krim, Joseph Sonnabend, Michael Callen et plusieurs autres fondent la « Foundation New York Medical » pour le sida à New York alors que le docteur Michael Gottlieb et l'actrice Elizabeth Taylor fondent la « National Research Foundation Sida » à Los Angeles. En septembre 1985 les deux fondations fusionnent pour devenir l'« amfAR », avec pour présidents fondateurs Mathilde Krim, Michael Gottlieb et Elizabeth Taylor. 

## Collecte mondiale de fonds

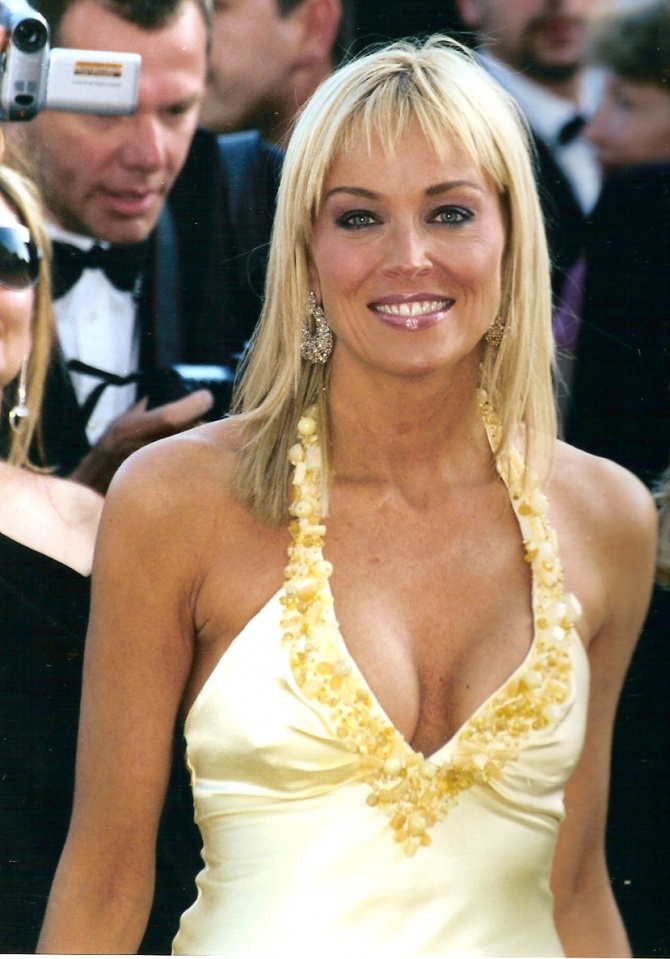
Sharon Stone, présidente historique de la collecte de fonds de l'amfAR.

L'actrice Sharon Stone préside historiquement avec succès la collecte mondiale de fonds de la fondation amfAR avec le soutien de nombreuses stars mondiales du show-business dont Madonna, Richard Gere, Whoopi Goldberg, Nicole Kidman, Leonardo DiCaprio, Janet Jackson, Duran Duran, Kylie Minogue,  Milla Jovovich, Paris Hilton, Dita von Teese, Eva Herzigová, Heidi Klum, Anna Wintour, Audrey Tautou, Clotilde Courau, Guillaume Canet, Mélanie Laurent, etc.
L'amfAR organise de nombreux galas de bienfaisance / ventes aux enchères partout dans le monde pour récolter des fonds avec, entre autres, le célèbre « Gala Amfar Cannes » durant le Festival de Cannes, mais aussi à New York, San Francisco, Dallas, Dubaï, Toronto avec des célébrités du cinéma américain et du monde entier, des personnalités, de grandes entreprises et des marques de luxe, etc.
Exemples de vente aux enchères de charité menées par Sharon Stone au « Gala Amfar Cannes » de l’Hôtel du Cap-Eden-Roc du Cap d'Antibes avec 900 convives de prestige en 2013 :
- Un rôle de figurant dans quatre films de la Weinstein Company du producteur Harvey Weinstein : 1,5 million €
- Un voyage dans l'espace avec Virgin Galactic en compagnie de Leonardo DiCaprio : 1,2 million €
- L'« Ultimate Gold Collection », quarante robes de couturiers de prestige inspirées par Elizabeth Taylor dans le film Cléopâtre : 1,2 million €
- Un concert privé de Duran Duran à domicile : 600 000 €
- Un stage de football avec Zinédine Zidane au Real de Madrid : 380 000 €
- Deux tickets VIP pour les Oscars du cinéma : 140 000 €